# Poetete Vila
Poetete Vila ist ein osttimoresischer Suco im Verwaltungsamt Ermera (Gemeinde Ermera). Hier liegt auch der Ort Ermera, die ehemalige Hauptstadt der Gemeinde.

## Geographie
Poetete Vila liegt im Nordwesten des Verwaltungsamts Ermera. Nordwestlich liegt der zum Verwaltungsamt Ermera gehörende Suco Ponilala, östlich Riheu, südlich Talimoro und Mertuto und südlich Leguimea. Im Westen liegen die Verwaltungsämter Hatulia und Hatulia B mit seinen Sucos Manusae und Fatubolo und im Norden das Verwaltungsamt Railaco mit seinen Sucos Matata und Tocoluli. Die Nordgrenze bildet der Fluss Gleno, der zum Flusssystem des Lóis gehört. In den Gleno mündet der aus Poetete kommende Daurecco und der östliche Grenzfluss zu Riheu, der Goumeca. Südwestlich des Ortes Ermera entspringt der Buri, der als Buro später in den Goumeca fließt. Die Südspitze des Sucos Poetete berührt der Fluss Lahosa, ein weiterer Nebenfluss des Lóis.
Da die Bevölkerungszahl in den letzten Jahren stark angewachsen war, wurden am 1. Oktober 2023 die Aldeias Gueguemara, Urletoho und Urluli vom Suco Poetete als neuer Suco Poetete Loduduque abgetrennt. Die als Suco Poetete Vila verbliebenen vier Aldeias sind Aldeia Vila, Biluli, Leqisi und Rematu. Alle zwölf Aldeias hatten zusammen eine Fläche von 17,62 km²
Die Siedlung Ermera, im Zentrum des Sucos, ist eine lose zusammenhängende Siedlung aus den Orten Poetete (Poetete Vila, Porehe, Porahein). Südlich liegen die Orte Hulorema, nördlich die Dörfer Tlihueo (Tlibugeo), Biluli (Berluli), Rematu (Renatu) und Leqisi (Lequesi, Lekese). Im östlichen Streifen, nahe dem Ort Gleno liegt am Goumeca der Ort Pasehei (Pasehe, Paschei).
Ermera verfügt über einen Hubschrauberlandeplatz, eine Grundschule (Escola Primaria Katolika Porahein), eine präsekundäre Schule, eine Sekundärschule (Escola Secundaria Katolik No. 746) und ein kommunales Gesundheitszentrum. Weitere Grundschulen gibt es in Hulorema, Rematu und Biluli.

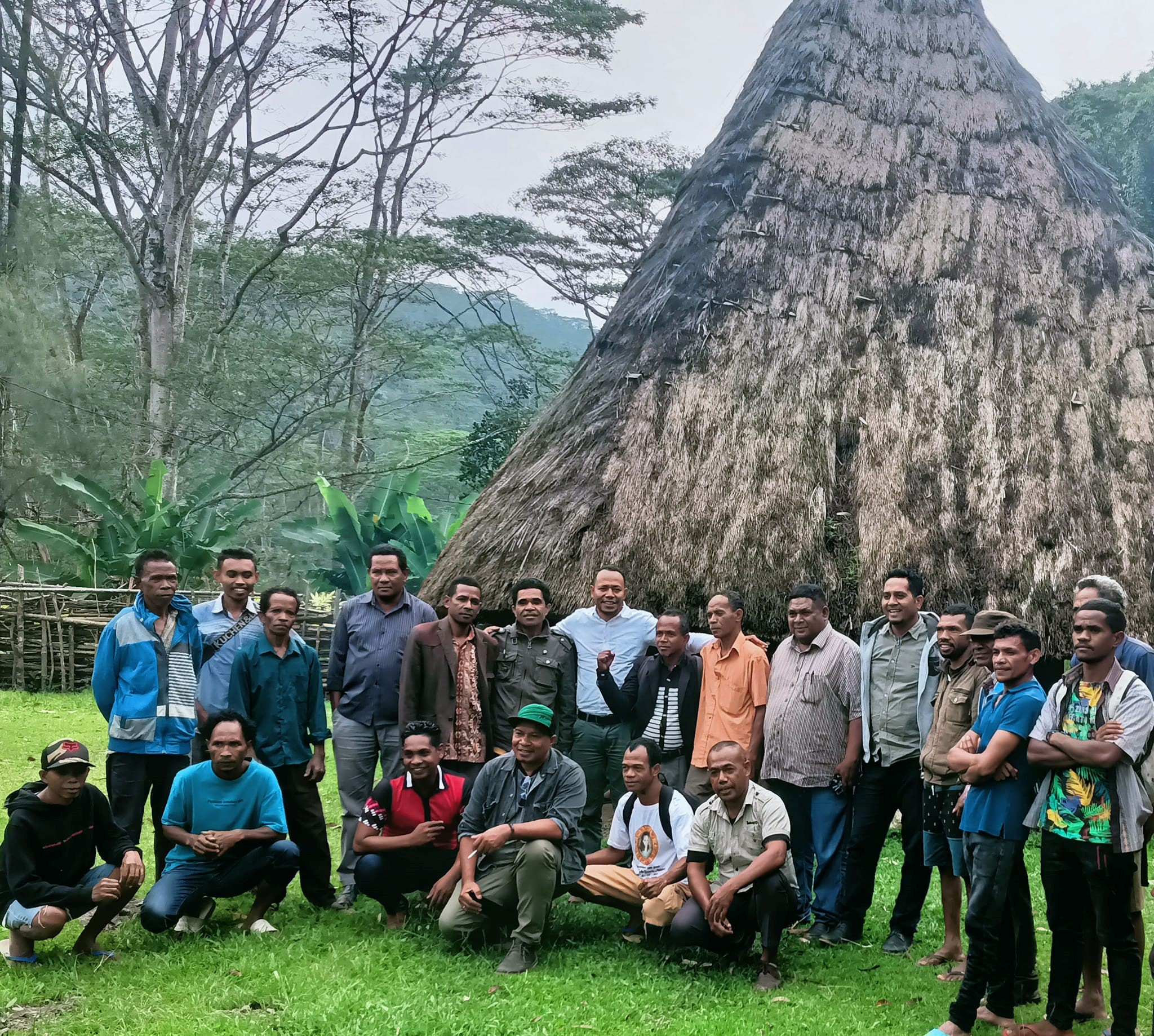
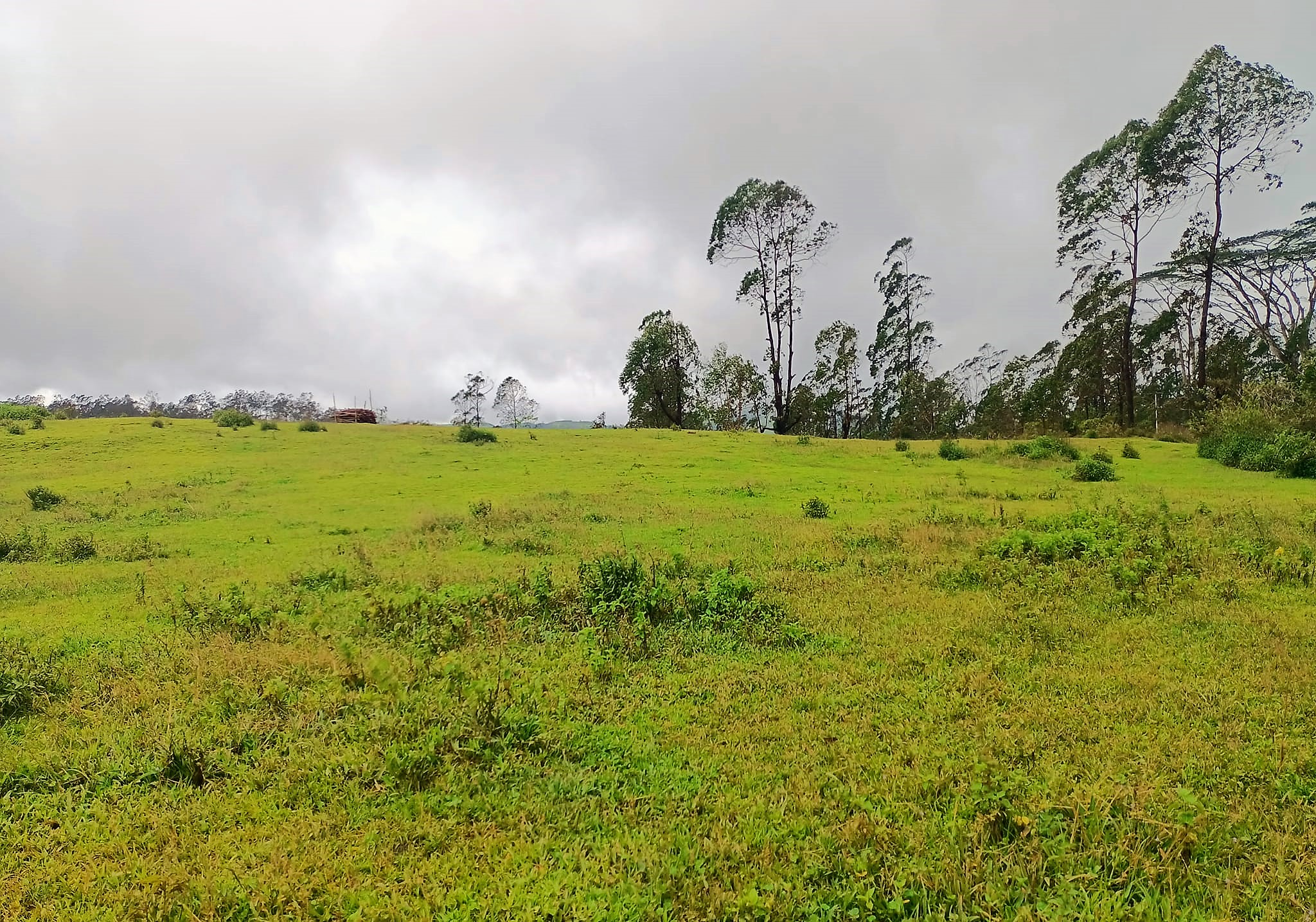
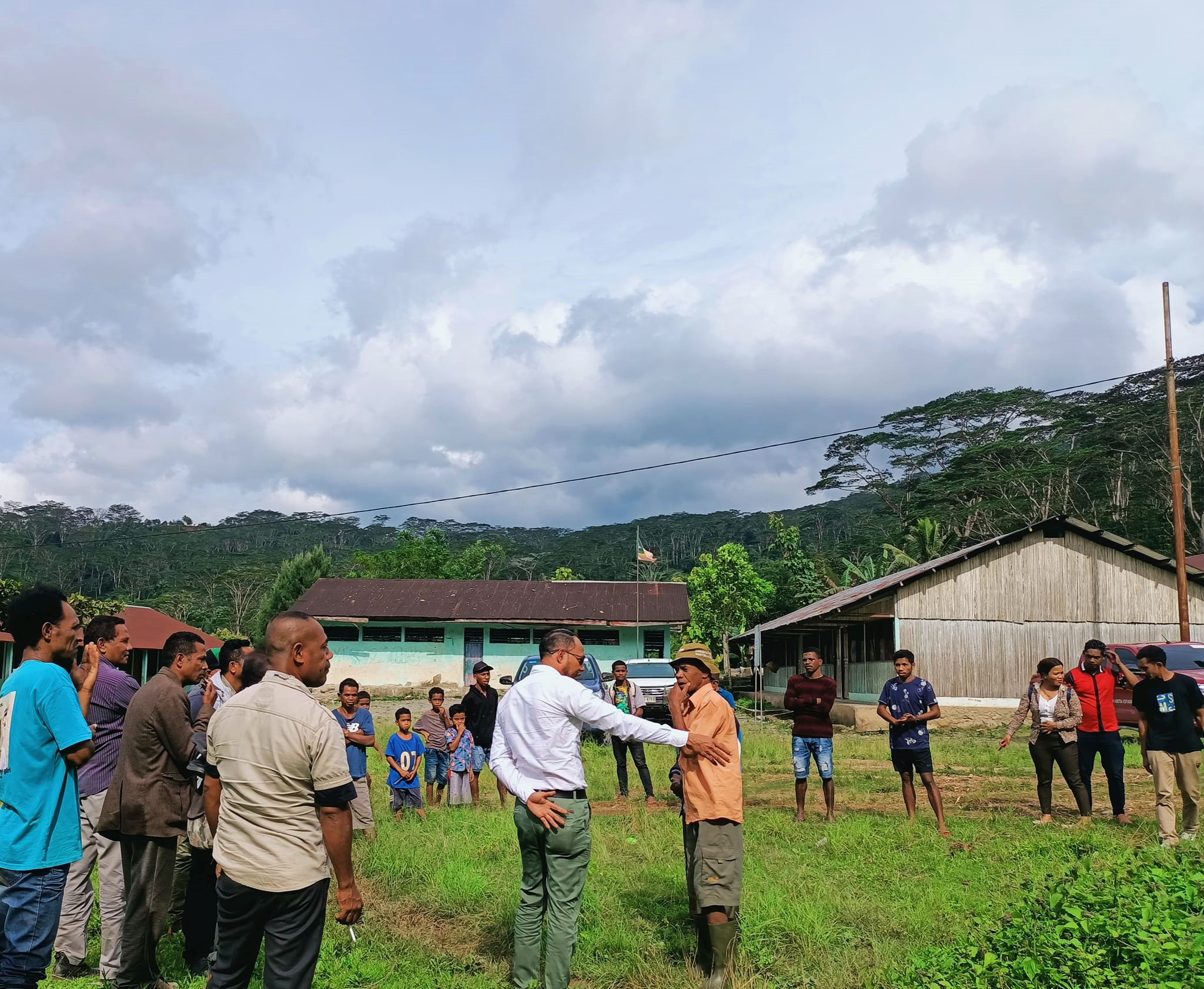
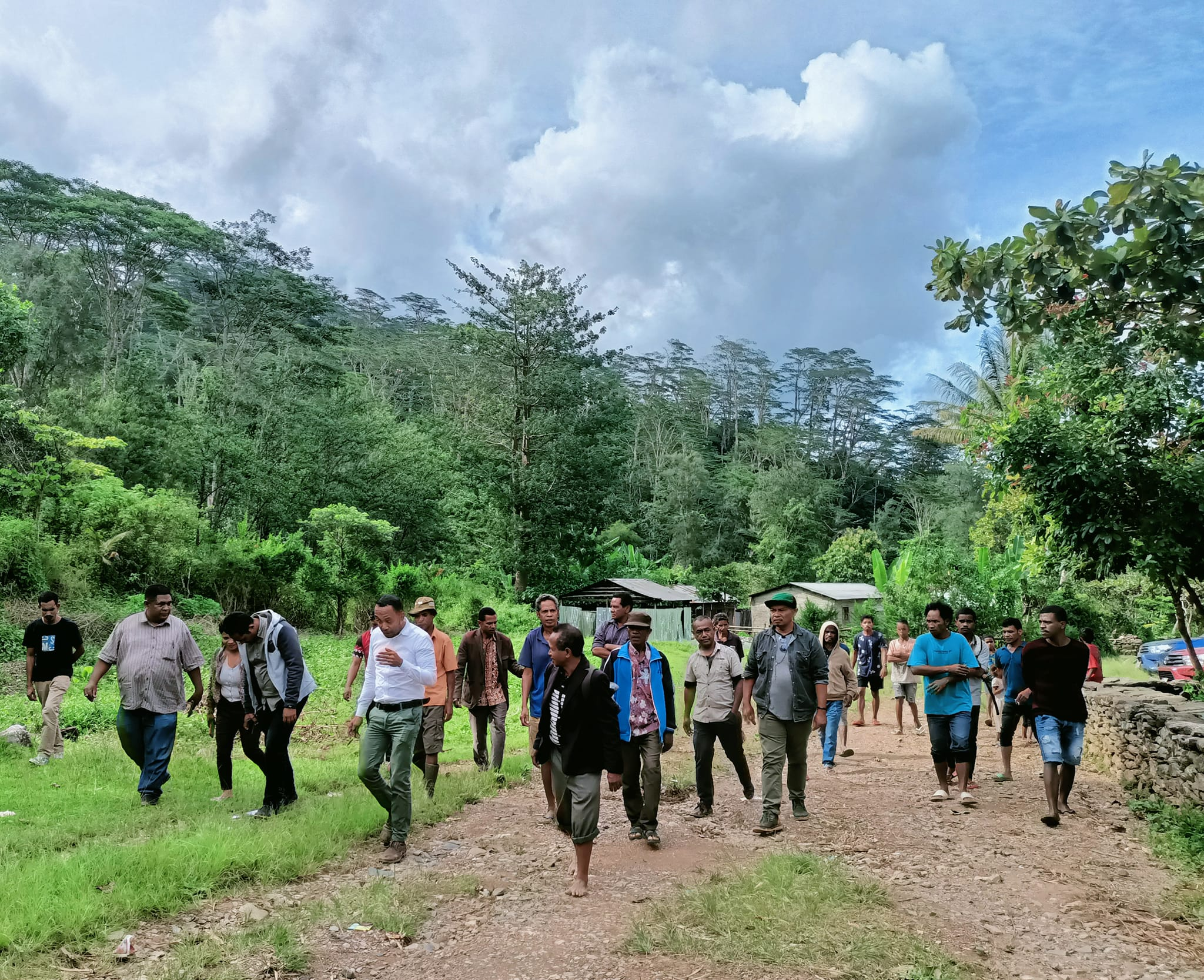

## Einwohner
Im Suco Poetete lebten 8.904 Einwohner (2022), davon waren 4.420 Männer und 4.484 Frauen. 2.770 von ihnen wohnten in einer urbanen Umgebung, 6.134 im ländlichen Teil des Sucos. Im Suco gab es 1.448 Haushalte. Ende 2023 erreichte die Einwohnerzahl des Sucos über 12.000. 2015 lebten 5.909 Menschen in den Aldeias, die nun zum Suco Poetete Vila gehören.

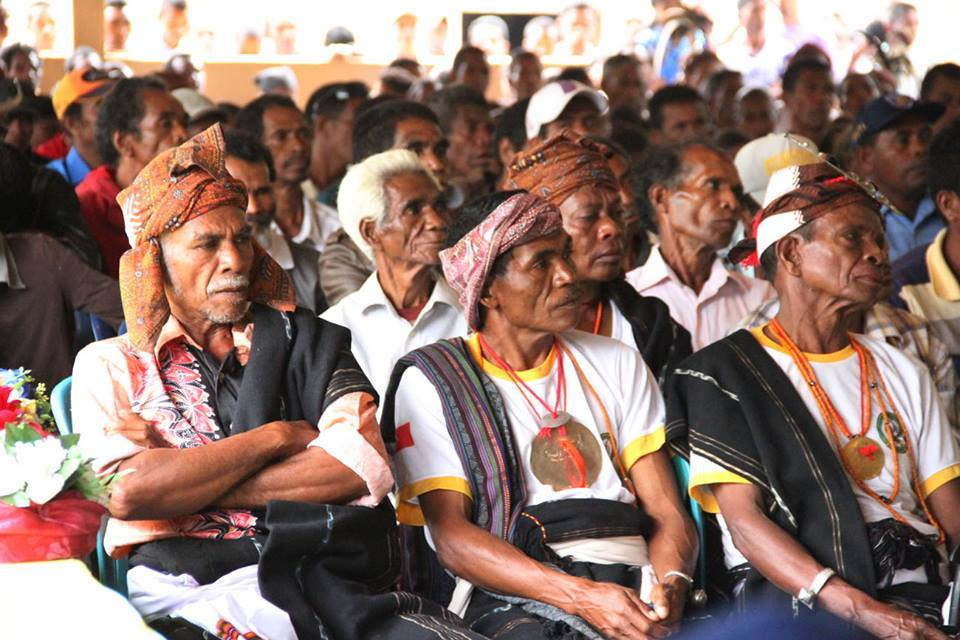
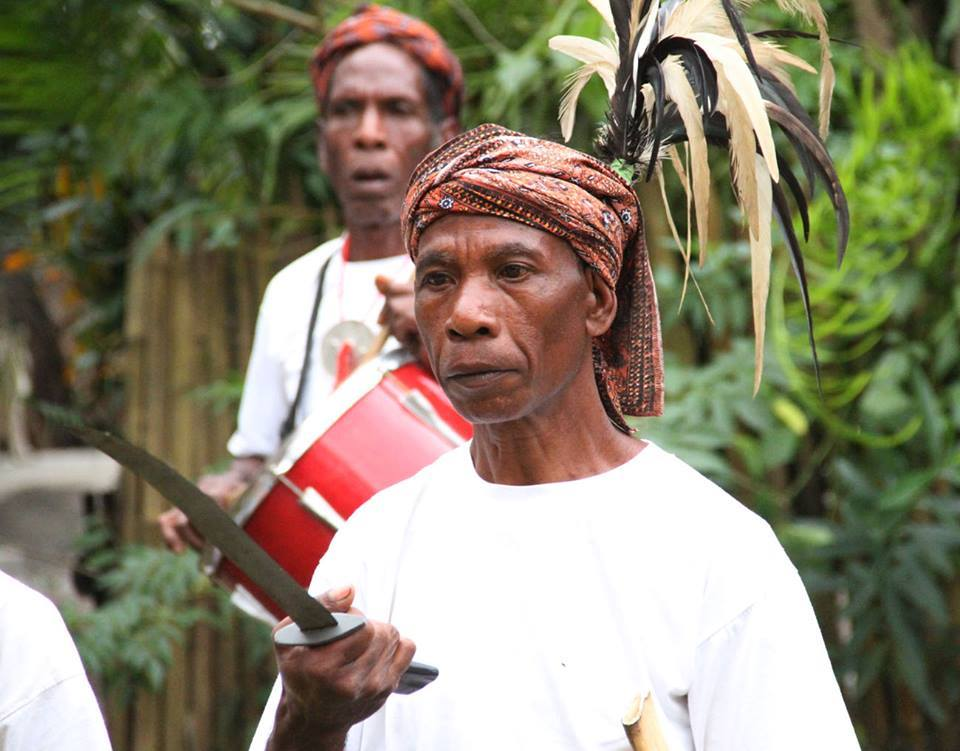

## Geschichte
Während der Schlacht um Timor im Zweiten Weltkrieg war der Ort Ermera der einzige portugiesische Militärposten, der nicht von den Japanern erobert wurde. Stattdessen besetzte die Sparrow Force der Alliierten Ermera 1942 mehrmals. Die Kirche, der Militärposten und andere Gebäude wurden im Krieg zerstört,
Am 1. September 1975 kam es im Verlauf des Bürgerkrieges zwischen UDT und FRETILIN in Aifu zu Gefechten und Hinrichtungen. An das Massaker von Klaek Reman und Aifu und die Opfer der Kämpfe erinnert seit 2016 ein Denkmal.
Im Ort Ermera befand Ende 1979 sich ein Internierungslager für osttimoresische Zivilisten (Transit Camp), die zur besseren Bekämpfung der FALINTIL von den indonesischen Besatzern umgesiedelt werden sollten. Die Distriktshauptstadt wurde in der Besatzungszeit von Ermera nach Gleno verlegt.
Anfang 1979 wurden etwa hundert Männer aus der bisherigen Distriktshauptstadt Ermera und dem Suco Ponilala von der indonesischen Besatzungsmacht an den Ort gebracht, wo heute die Stadt Gleno steht. Das indonesische Militär zwang die Männer, das bisher unbewohnte Gebiet zu roden und von der Vegetation zu befreien, damit hier die neue Stadt gebaut werden konnte. Erfüllten die Zwangsarbeiter ihr Tagespensum nicht, wurden sie zur Bestrafung gefoltert. Drei Männer, die zu krank zum Arbeiten waren, wurden von den Soldaten umgebracht. Da man in der Zeit keine Gärten anlegen konnte, erfolgte die Versorgung mit Nahrungsmitteln durch das Militär. Als die Arbeiten an der neuen Distriktshauptstadt Gleno 1983 beendet waren, stellte das Militär die Versorgung ein. Die Familien der Zwangsarbeiter wurde nun ebenfalls nach Gleno zwangsumgesiedelt. Weil immer noch keine Gärten zur Grundversorgung angelegt worden waren, kam es zu Todesfällen durch Verhungern. Erst ab 1985 durften sich die Bewohner Glenos frei bewegen.
1991 versteckte der Pfarrer Mário do Carmo Lemos Belo den FALINTIL-Oberbefehlshaber Xanana Gusmão, mit Hilfe anderer, in seinem Pfarrhaus in Poetete Vila.
Am 10. April brannten indonesische Soldaten gemeinsam mit Darah Merah-Milizionären dutzende Häuser im Ort Ermera nieder.

## Politik

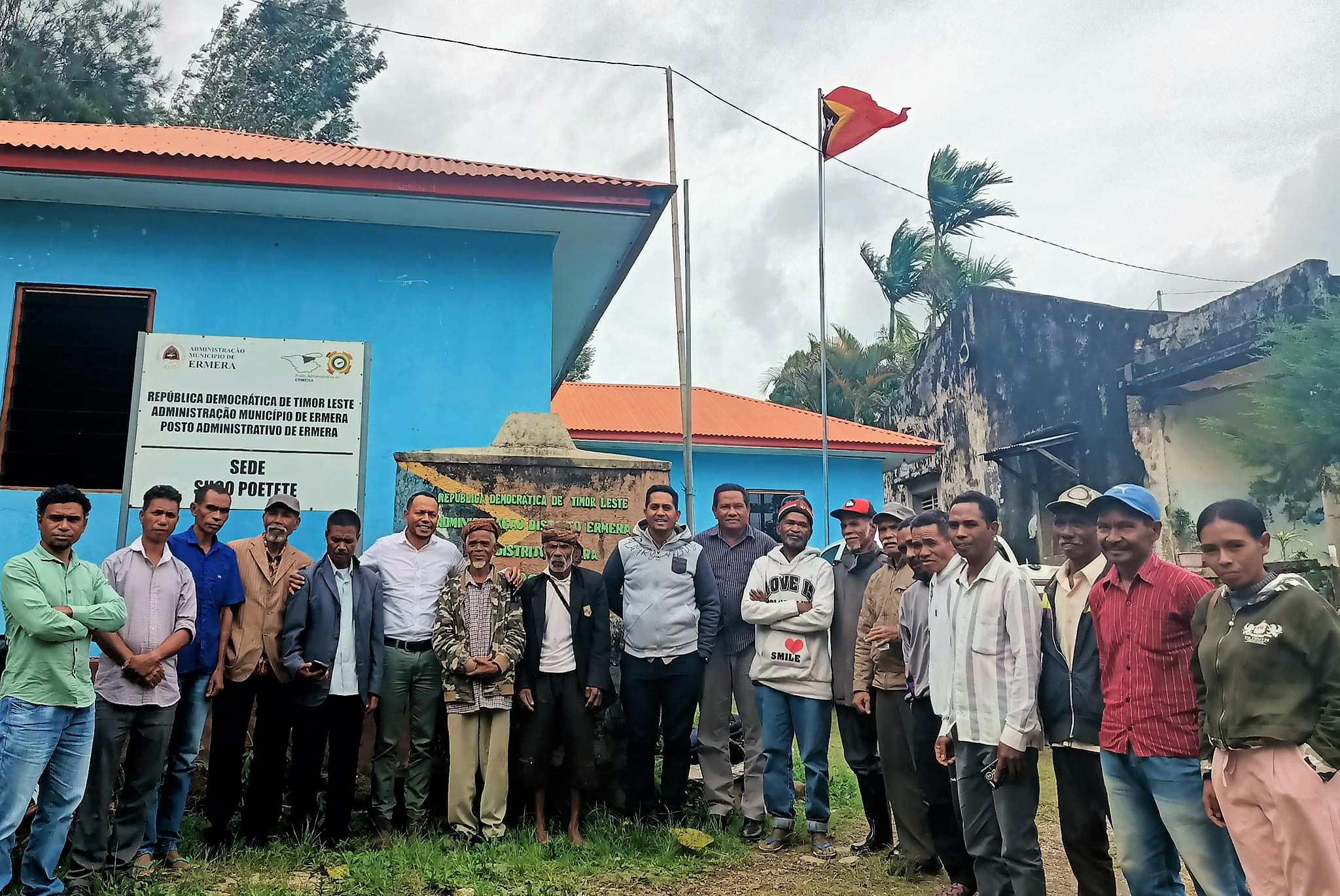
Sitz des Sucos Poetete

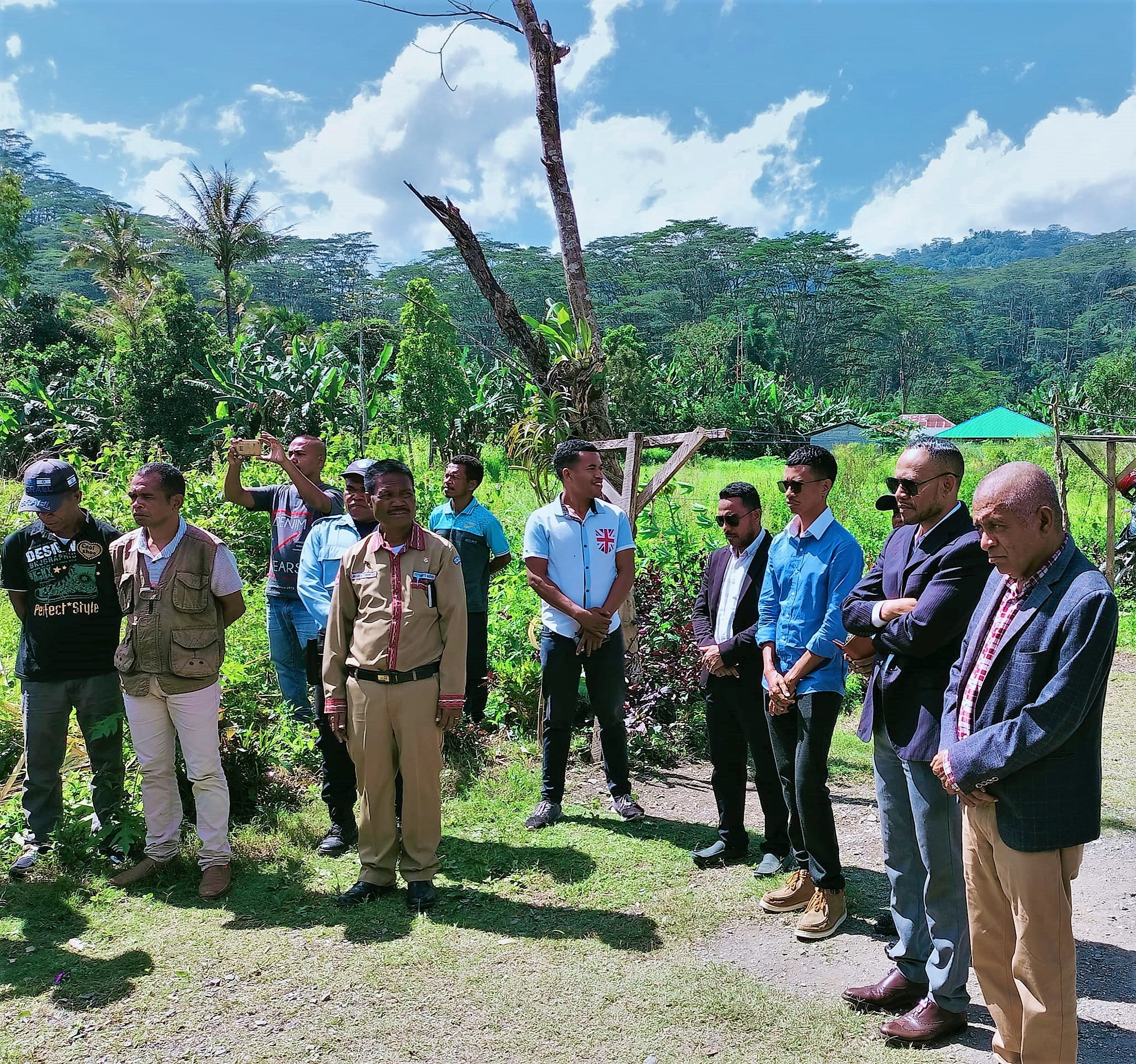
Felisberto das Neves (2022)

Bei den Wahlen von 2004/2005 wurde Francisco Babo zum Chefe de Suco gewählt. Bei den Wahlen 2009 gewann Felisberto das Neves und wurde 2016 in seinem Amt bestätigt.

## Persönlichkeiten
- Elvina Sousa Carvalho (* 1986), Politikerin
- João Maia da Conceicão (* 1969), Politiker
- Maria da Costa Exposto (* 1960), Politikerin
- Rui Manuel Hanjam (* 1969 in Ermera), Politiker
- José Neves (* 1962), Präsidentschaftskandidat und Beamter
- António 55 dos Santos (* 1960), Politiker und Unabhängigkeitsaktivist
- Cláudio de Jesus Ximenes, Präsident des Tribunal de Recurso de Timor-Leste
- Gabriel Ximenes (1956–2009), Politiker